# デ・レオン主義
デ・レオン主義（デ・レオニズム、英語: De Leonism）またはマルクス主義-デ・レオン主義は、ダニエル・デ・レオンが開発した、サンディカリスムとマルクス主義を結合したイデオロギーの1つである。デ・レオンは、現在も存続しているアメリカ社会労働党(en)の初期の指導者の1人であった。

## 概要
デ・レオンは、彼の時代に台頭したサンディカリスムの理論と正統派マルクス主義を結合した。デ・レオン主義者の理論では、軍事的な産業別労働組合が階級闘争の運搬車である。労働者階級であるプロレタリアートの利益に奉仕する産業別労働組合は、社会主義体制を構築するための変革をもたらすべきである。同時期の複数のサンディカリスムの潮流との唯一の相違は、デ・レオン主義者の考えでは、政治的な場でプロレタリアートのために闘う政党（社会労働党）の必要性であった。

## 戦略
デ・レオン主義者の理論では、労働者は職場で「社会主義産業別組合」を形成すると同時に、政治的な領域で社会主義政党を組織する。選挙で勝利するための充分な支持が達成できた時、党は職場の中で投票され、デ・レオン主義者の政策は民衆から委任される。職場の労働者が生産手段の支配を得るために、「社会主義産業別組合」が職場で充分な力を持つという点が重視される。
選挙でデ・レオン主義者が勝利すれば、工場や鉱山、農場、その他の生産手段の管理の、産業別組合の中に組織された労働者評議会への委譲が行われる。デ・レオン主義者はこの方法を、アナルコ・サンディカリスムが提唱する職場の支配を獲得するためのゼネラル・ストライキとは明確に区別して、「支配階級のゼネラル・ロックアウト」と呼んだ。
既存の政府は「社会主義産業別組合」の中から選挙された政府によって置き換えられ、新しく選挙された社会主義者の政府は、政府の「無期休会」の実現に必要な憲法の改正や他の変革を迅速に成立させる。各職場の労働者は、生産を継続するために各職場の委員会を選出し、彼らの産業を代表する地域および国の評議会に代表を送り込む。労働者はまた、「全産業評議会」と呼ばれる挙国一致内閣のような機能を持つ中央の評議会にも代表者を選出する。これらの代議員はいつでもリコールには従う。デ・レオン主義者はこのように、国家の政府を地政学的な位置によってではなく、各産業によって選挙された代議員による産業系列に沿った国家の政府と認識する。

## 他の社会主義との相違
デ・レオン主義は、共産主義のレーニン主義とは異なる。デ・レオン主義者の支持者は通常、以前のソビエト連邦や中華人民共和国や他の共産主義国の政策に反対し、彼らを社会主義者とはみなさずに、国家資本主義者または「官僚主義国家の専制」の手下とみなす。デ・レオン主義者が提案した政府の、高度に分権主義で民主主義的な性質は、マルクス・レーニン主義の民主集中制とは対照的で、彼らはソビエト連邦の性質を独裁とみなした。
デ・レオン主義者の計画の成功は、職場と選挙の両方における人々の多数派の獲得にかかっており、小さい前衛党が労働者階級を指導して革命を実現するというレーニン主義の概念とは対照的である。またデ・レオン主義は改良主義に対しては、イギリス社会党 (SPGB)に流れる「インポッシビリズム」と呼ばれる立場である。
デ・レオン主義者の政党はまた、教条主義で分派主義であるとして批判されてきている。彼らはレーニン主義と前衛主義を否定する一方で、社会民主主義や民主社会主義の伝統にも所属しない。デ・レオンや他のデ・レオン主義者は、アメリカ社会党などの「民主社会主義」運動をしばしば批判し、彼らを「改良主義」または「ブルジョワ社会主義者」とみなしている。デ・レオン主義者は資本主義を改良するための彼らの試みとみられる活動や連帯などを伝統的に控えてきているが、しかしデ・レオンの時代の社会労働党は、デ・レオン主義者の政党を構築する支援と社会主義産業別組合の組織化という2つの作業に単独で集中するために、ストライキや社会的公正運動などの活動を行った。

## デ・レオン主義者の政党
- en:Socialist Labor Party (USA)
- en:New Union Party
- en:Socialist Labour Party (UK, 1903)
- en:Socialist Labour Party (Canada)